# Anton Schneider (Baubiologe)

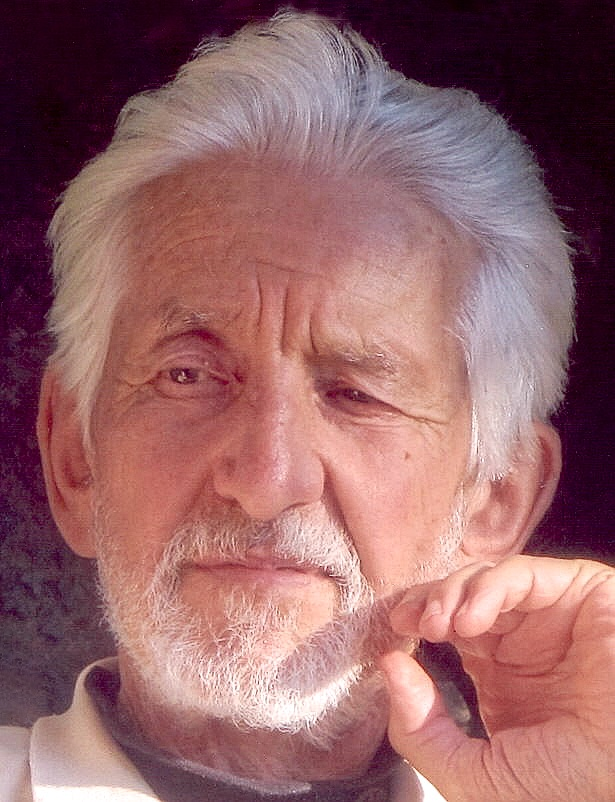
Anton Schneider

Anton Schneider (* 23. Februar 1931 in Istergiesel; † 7. Juli 2015 in Neubeuern) war ein deutscher Baubiologe und Wegbereiter der baubiologischen Bewegung, Gründer und Leiter des Instituts für Baubiologie + Nachhaltigkeit IBN (bis 2010) und Professor für Holzbiologie, Holzphysik, Werkstoffprüfung, Marktforschung und Baubiologie an der Hochschule Rosenheim.

## Leben
Anton Schneider wurde am 23. Februar 1931 in Istergiesel/Fulda als Sohn von Maria und Amand Schneider auf dem elterlichen Bauernhof geboren. Nach dem Abitur im Stein-Realgymnasium in Fulda studierte er in Hamburg Holz- und Forstwirtschaft. Von 1960 bis 1967 war er Assistent und Doktorand bei Mantel an der Universität Freiburg. 1967 wurde er Professor an der Hochschule Rosenheim und lehrte dort bis 1982 die Fächer Holzbiologie, Holzphysik, Werkstoffprüfung, Marktforschung und erstmals weltweit Baubiologie. Parallel zur Hochschularbeit war er von 1968 bis 1976 Leiter der „Arbeitsgruppe Gesundes Bauen + Wohnen“. 1976 gründete er das Institut für Baubiologie (IB) in Rosenheim, 1983 das Institut für Baubiologie + Ökologie Neubeuern IBN, Vorläufer des heutigen Instituts für Baubiologie + Nachhaltigkeit IBN in Rosenheim (seit 2014).
Schneider war Mitglied im Beirat des firmenkritischen Netzwerks Coordination gegen BAYER-Gefahren (CBG).

## Leistungen
Anton Schneider gilt als einer der wichtigsten Pioniere der Baubiologie. Sein besonderes Anliegen galt dem gesunden Bauen, Wohnen und Siedeln, einer ganzheitlich orientierten Integration von Mensch-Natur-Architektur.
Seine Forschungen und seine Bildungs- und Öffentlichkeitsarbeit in Form von Vorträgen, Seminaren, Tagungen, Fachartikeln und -büchern, der Zeitschrift Wohnung + Gesundheit (seit 1979) und vor allem dem Fernlehrgang Baubiologie (seit 1977 im In- und Ausland) waren entscheidende Grundlagen für die Entwicklung der Baubiologie. Entstanden sind zahlreiche Neubauten und Sanierungen nach baubiologischen Kriterien sowie ökosoziale Gemeinschaftsprojekte. Zudem wurden auf dieser Basis im In- und Ausland viele Partner-Institutionen gegründet.
1980 initiierte Anton Schneider die Gründung von „Autorisierten Beratungsstellen des Instituts für Baubiologie“ mit zunächst 11 ausgebildeten Baubiologen. Heute gibt es über 100 vom Institut für Baubiologie + Nachhaltigkeit zertifizierte „Baubiologische Beratungsstellen IBN“ im In- und Ausland.
Ebenso 1980 veröffentlichte er zusammen mit baubiologischen Wegbegleitern die „25 Grundregeln der Baubiologie“, bis heute eine vielfach anerkannte Basis für baubiologische Beratungen, Planungen und Ausführungen.
Seine jahrzehntelange Arbeit war zudem Grundlage für die Entwicklung vieler baubiologisch empfehlenswerter Baustoffe, Bauteile, Bauweisen und Oberflächenbehandlungsmittel auf pflanzlicher oder mineralischer Basis sowie für den „Standard der Baubiologischen Messtechnik“ (SBM). Dieser Standard ist Grundlage für baubiologische Haus-, Wohnungs-, Arbeitsplatz- und Grundstücksuntersuchungen. Gemessen und bewertet werden u. a. Luftschadstoffe, Raumklima, Pilze, Bakterien, Allergene, Felder, Wellen und Strahlung.
Anton Schneider legte bei seiner gesamten Arbeit stets großen Wert auf die Beachtung wissenschaftlicher Kriterien und Studien.

## Publikationen
- Herausgeber der Zeitschrift Wohnung + Gesundheit mit zahlreichen eigenen Fachbeiträgen (1979 bis 2010).
- Baubiologie in Frage + Antwort (Neubeuern, 1989)
- Der gesunde Arbeitsraum (Neubeuern, 1989)
- Oberflächenbehandlung und Pflege im Haus (Neubeuern, 1992)
- Radioaktivität von Baustoffen und Gebäuden (Neubeuern, 1992)
- Die gesunde Heizung (Neubeuern, 1995)
- Einführung in die Baubiologie (Neubeuern, 1995)
- Das Haus – Ursache allergischer Erkrankungen (Neubeuern, 1996)
- Wohnklima, Wärmedämmung, Wärmespeicherung (Neubeuern, 1997)
- Wald – Holz – Mensch (Neubeuern, 1998)
- Zukunftsfähige ökosoziale Bau- und Siedlungsformen (Neubeuern, 1998)